# Песница
Песница представља савијене прсте заједно са дланом и тако чине затворену стегнуту шаку. Палац се може налазити испод или изнад осталих прстију и то су уједно и два начина како да се формира песница.
Најпознатија је укоришћењу у боксу, а користи се и у другим врстама неформалних уличних туча.
Подигнута песница у ваздуху означава побуну, отпор и јединство. Песница се може користити и као неформални поздрав људи.